# Hoche (Schiff)
Die Hoche war ein Panzerschiff der französischen Marine, benannt nach dem Revolutionsoffizier Lazare Hoche. Sie basierte auf der Amiral-Baudin-Klasse, war aber bereits in der Planung stark modifiziert worden, so dass sie als eigene Schiffsklasse betrachtet wird. Die Hoche wurde 1913 als Übungsziel versenkt.

## Geschichte

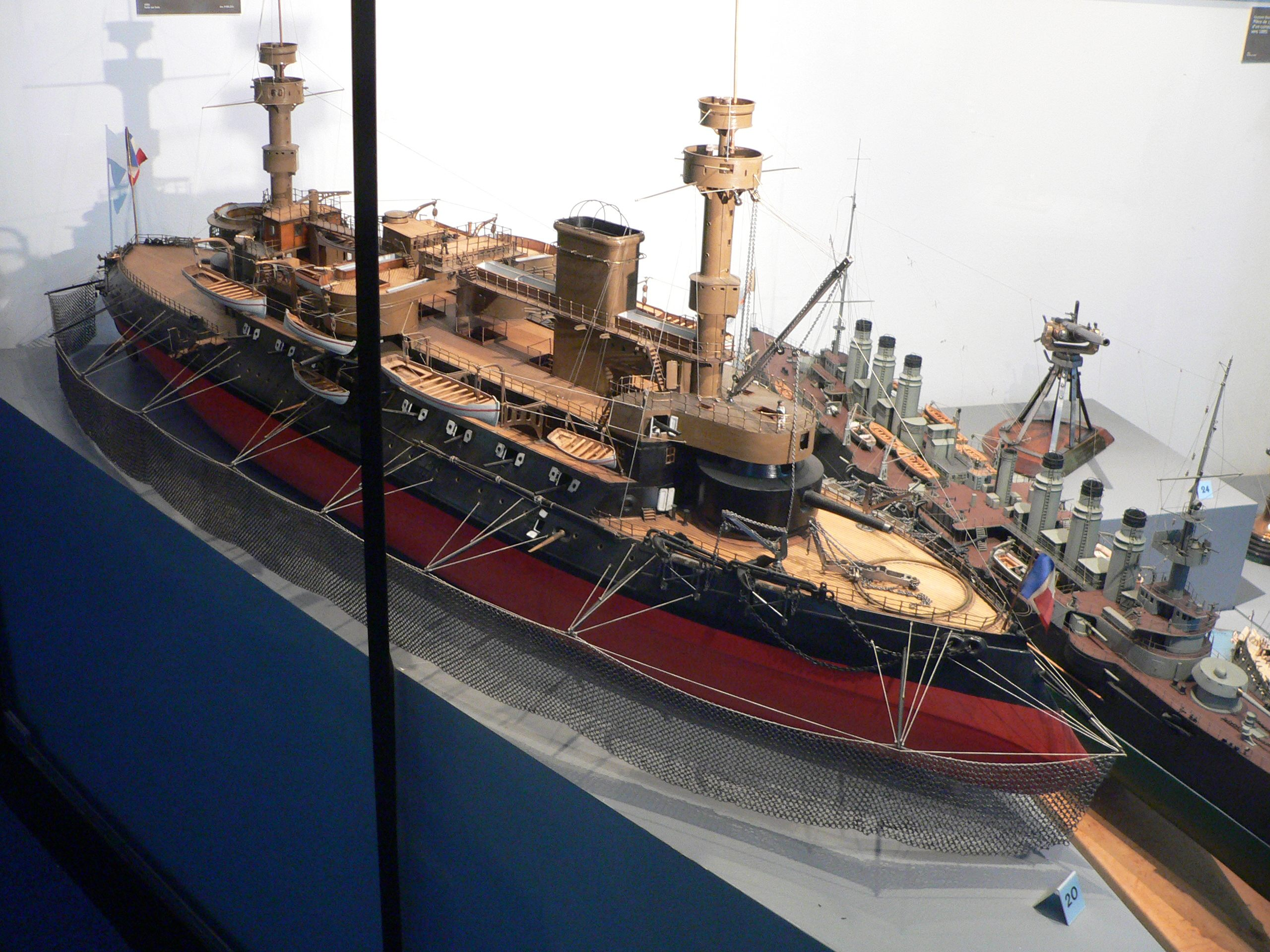
Modell der Hoche, das die Werft in Lorient bei der Planung benutzte, mit Torpedoschutznetzen, im Musée national de la Marine

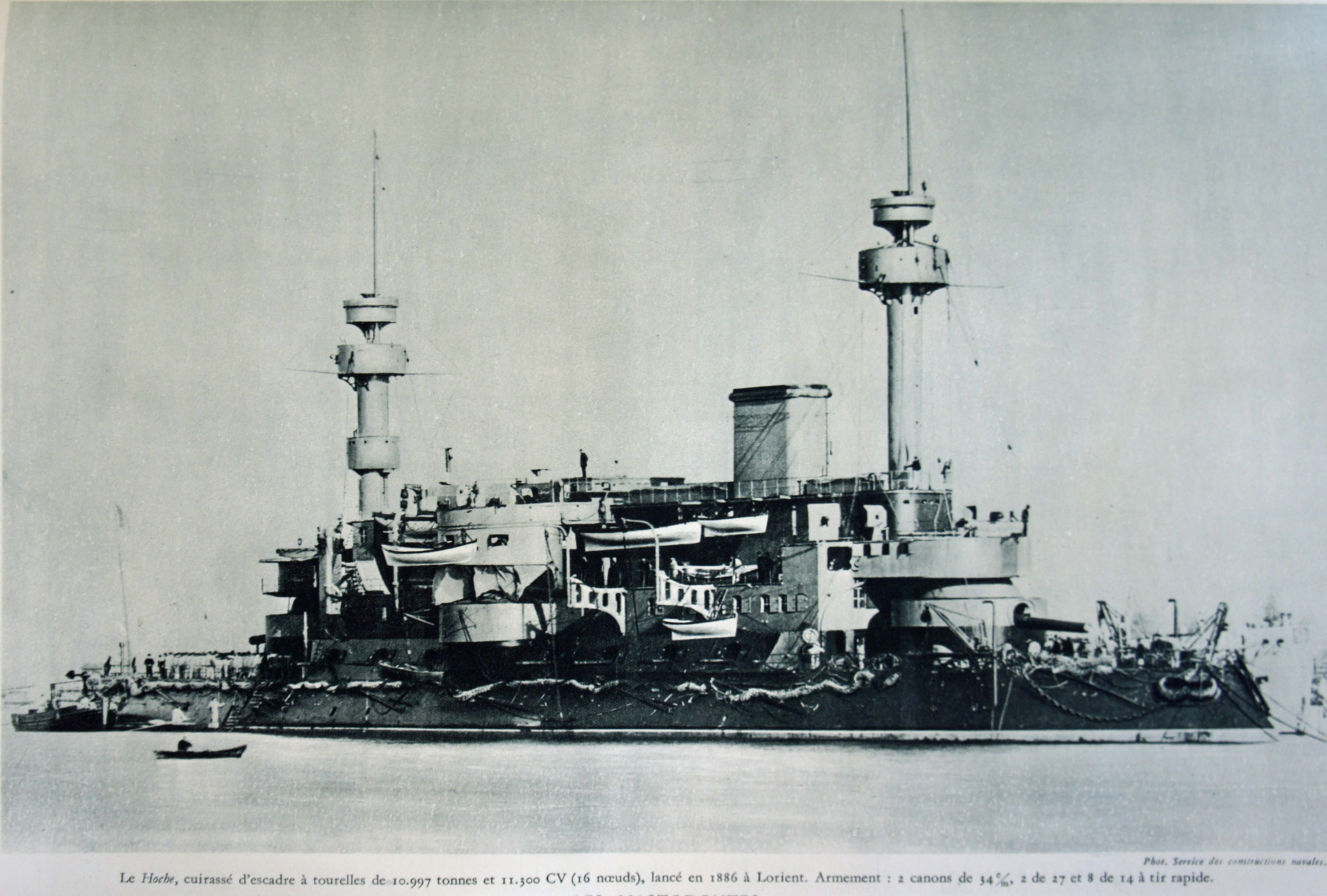
Diese Fotografie der Hoche verdeutlicht die besonders hohen Aufbauten und das niedrige Freibord

### Aufbau
Während die Amiral-Baudin-Klasse drei einzelne 370-mm-L/28-Geschütze Modèle 1875 in gepanzerten Strukturen entlang der Längsachse der Schiffe an Deck stehen hatte, erhielt die Hoche zwei 340-mm-L/28-Geschütze Modèle 1881, je eines auf dem Vorschiff und eines achtern, die in zylindrischen Türmen aufgestellt wurden. Diese Türme waren mit den teilweise gepanzerten Aufbauten eingefasst, die sich von Hauptgeschütz zu Hauptgeschütz über das Schiff erstreckten und mehrere Stockwerke hoch aufragten. In der Schiffsmitte waren balkonartige Strukturen an die Seiten des Aufbaus montiert, in denen je ein 274-mm-L/28-Geschütz aufgestellt war. Das typische zeitgenössische Geschützdeck mit je neun 138-cm-L/45-Kanonen hinter Stückpforten auf jeder Seite befand sich im Rumpf knapp über der Wasserlinie.

### Kollision und Umbau
Das Schiff wurde 1890 in Dienst gestellt, erwies sich aber schnell als zu topplastig. Am 7. Juli 1892 rammte die Hoche das 75 Meter lange Passagierschiff Maréchal Canrobert vor Marseille. Innerhalb von acht Minuten sank das aus Algerien kommende Zivilschiff. Fünf Menschen starben.
Die Hoche wurde 1898 zur Überholung in die Werft geschickt. Dabei erhielt sie neue Kessel, teilweise neue Geschütze und ihre Aufbauten wurden verkleinert, um Gewicht einzusparen und das Schiff stabiler zu machen.

### Ende
Am 25. November 1913 wurde das Schiff als Übungsziel versenkt.